# Guaraniticus nigrosulcatus
Guaraniticus nigrosulcatus is een hooiwagen uit de familie Gonyleptidae.